# Artiče
Artiče este o localitate din comuna Brežice, Slovenia, cu o populație de 281 de locuitori.